# Barylypa
Barylypa is een geslacht van insecten uit de orde vliesvleugeligen (Hymenoptera) en de familie Ichneumonidae.

## Soorten
- B. amabilis (Tosquinet, 1900)
- B. andalusiaca (Strobl, 1904)
- B. apicalis (Cresson, 1865)
- B. apicate (Cameron, 1905)
- B. arenicola Dasch, 1984
- B. arizonensis Dasch, 1984
- B. australis Dasch, 1984
- B. bipartita Morley, 1913
- B. broweri Gauld, 2000
- B. caroliniana Dasch, 1984
- B. caucasica (Meyer, 1935)
- B. clavata (Davis, 1898)
- B. dakota Dasch, 1984
- B. delictor (Thunberg, 1822)
- B. denticulata Dasch, 1984
- B. elongata (Davis, 1898)
- B. fahringeri (Heinrich, 1953)
- B. formosa (Schmiedeknecht, 1900)
- B. fulvescens (Cresson, 1865)
- B. helleni Schnee, 1989
- B. huachucana Dasch, 1984
- B. imitata Dasch, 1984
- B. incompleta Dasch, 1984
- B. indianensis Dasch, 1984
- B. irona Grimble, 1967
- B. jacobsoni (Shestakov, 1923)
- B. jakovlevi Meyer, 1935
- B. laevicoxis (Schmiedeknecht, 1900)
- B. leviensis Dasch, 1984
- B. longicornis (Brauns, 1895)
- B. meridionator Aubert, 1963
- B. mesozona (Forster, 1878)
- B. minima Dasch, 1984
- B. mitchelli Dasch, 1984
- B. necator Dasch, 1984
- B. nigricans (Cresson, 1865)
- B. notocarinata Petcu, 1971
- B. orbitalis (Cresson, 1872)
- B. orestes Dasch, 1984
- B. paeneferruginea (Viereck, 1905)
- B. pallida (Gravenhorst, 1829)
- B. pallitarsis (Cresson, 1872)
- B. postpetiolis Schmid, 1984
- B. primigena Brues, 1910
- B. prolata Dasch, 1984
- B. propugnator (Forster, 1855)
- B. relicta (Fabricius, 1798)
- B. rileyi Dasch, 1984
- B. rubricator (Szepligeti, 1899)
- B. rufa (Holmgren, 1857)
- B. scelerosa (Cresson, 1874)
- B. schmidi Dasch, 1984
- B. schmiedeknechti (Meyer, 1931)
- B. siccata Dasch, 1984
- B. simulata Dasch, 1984
- B. smithii (Davis, 1898)
- B. subtilis Dasch, 1984
- B. sulcata (Provancher, 1886)
- B. testacea (Morley, 1913)
- B. torquata Atanasov, 1975
- B. transcaspica (Kokujev, 1903)
- B. unidentata Dasch, 1984
- B. uniguttata (Gravenhorst, 1829)
- B. xanthomelas (Brulle, 1846)